# Анекштайн, Биньямин
Биньямин Анекштайн (1 апреля 1903, Барановичи — 19 мая 1949, Тель-Авив) — палестинский и израильский архитектор.

## Биография
Родился в Барановичах. В возрасте 19 лет перебрался с родителями в Эрец-Исраэль. В 1922 году учился в академии «Бецалель», затем работал как строитель, а с 1924 года как чертёжник в архитектурном бюро Берлина и Пацовского.
С 1928 изучал архитектуру в Академии изящных искусств в Генте, Академии изящных искусств в Брюсселе и Брюссельском университете, который окончил с золотой медалью.
В годы пребывания в Бельгии Анекштайн сотрудничал с архитектурной фирмой Гастона Брюнфо. После окончания обучения в 1932 он был среди проектировщиков и разработчиков нескольких общественных зданий в Брюсселе, включая промышленный банк Бельгии (фр. Banque Industrielle Belge).
После возвращения в 1932 в подмандатную Палестину Анекштайн присоединился к архитектурной компании Меира Рубина в Иерусалиме, а вскоре они открыли совместную фирму в Тель-Авиве, распавшуюся в конце 1933 года; в следующие 6 лет Анекштайн работал с инженером Залманом Бароном. Он принимал участие в различных архитектурно-дизайнерских проектах и конкурсах. Среди его работ в первой половине 1930-х годов центральный гараж автобусной компании «Ха-Маавир» и рабочие кварталы в Тель-Авиве. В 1937 им было создано здание Еврейского национального фонда.
В годы Второй мировой войны архитектурное бюро Анекштайна закрылось из-за отсутствия гражданских заказов, и он работал в Департаменте общественных работ в Иерусалиме, проектируя полицейские станции для британских мандатных властей. В 1945 году он вновь открыл свою фирму, в следующие несколько лет выиграв конкурсы на проекты ряда общественных зданий, многие из которых остались нереализованными.